# Wisconsin Pomeranian
Wisconsin Pomeranian oder Wisconsin Platt ist ein in den USA gesprochener ostniederdeutscher Dialekt, der auf Auswanderer aus Pommern, insbesondere Hinterpommern, zurückgeht, die seit dem frühen 19. Jahrhundert in die USA einwanderten. Er steht sprachlich dem Ostpommerschen nahe.

## Varietäten
Unterschiedliche Varietäten des Wisconsin Pomeranian unterscheiden sich teilweise deutlich voneinander, was wohl die unterschiedliche Herkunft verschiedener Siedlergruppen widerspiegelt, im Folgenden illustriert anhand von drei beispielhaften Datensätzen von Sound Comparisons:
- Stettin, Wisconsin[4]
  - mittelniederdeutsch ê > langes e [e:] (twee „zwei“, Knee „Knie“, Eeke „Eiche“)
  - mnd. ô > langes o [oʊ~o:] (gout „gut“, Fout „Fuß“, Koh „Kuh“, Stool „Stuhl“)
  - mnd. langes ö entrundet (green „grün“, ääve „über“, hääre „höre“)
  - mnd. kurzes ö entrundet (sess „sechs“)
  - mnd. -ans- > mnd. -ôs- (analog im Umlaut, daraus Jääs „Gans“)
  - anlautendes g- vor Tiefvokalen [g] (Goare „Garten“; gout „gut“), vor Hochvokalen [j] (Jääs „Gänse“)
- Maine, Wisconsin[5]
  - mnd. ê > ei (twei „zwei“, Knei „Knie“, Eik „Eiche“)
  - mnd. ô > au (jaut „gut“, Faut „Fuß“, Kau „Kuh“, Staul „Stuhl“)
  - mnd. langes ö diphthongiert (greun „grün“, euve „über“) oder entrundet (häre „höre“)
  - mnd. kurzes ö bewahrt (söss „sechs“)
  - mnd. -ans- > mnd. -ôs- (daraus Jaus „Gans“)
  - anlautendes g- als [j] artikuliert (Jaus „Gans“, Joare „Garten“, jaut „gut“)
- Naugart, Wisconsin[6]
  - mittelniederdeutsch ê > ei (twei „zwei“, Knei „Knie“, Eik „Eiche“)
  - mnd. ô > au (gaut „gut“, Faut „Fuß“, Kau „Kuh“, Staul „Stuhl“)
  - mnd. langes ö entrundet (grään „grün“, äve „über“, här „höre“)
  - mnd. kurzes ö entrundet (sess „sechs“)
  - mnd. -ans- > mnd. -âs- (Gaas „Gans“)
  - anlautendes g- vor Tiefvokalen als [g] artikuliert (Gaas „Gans“, Goare „Garten“, gaut „gut“)

## Herkunft
Die unterschiedliche Entwicklung von -ans- über -âs- bzw. -ôs- fand bereits im Mittelalter statt, die Unterschiede entsprechen daher wohl unterschiedlichen Herkunftsregionen der ursprünglichen Siedler und haben sich nicht erst in Amerika ausdifferenziert. Auslautendes -en erscheint i. d. R. als -e (hevve „haben“, warre „werden“, goahe „gehen“), niemals als -a wie im Südpommerschen, vgl. zur Binnengliederung des Ostpommerschen. Mittelniederdeutsch î und û erscheinen als langes i (Ies „Eis“) und u (Hus „Haus“), nie diphthongiert wie im Südostpommerschen.
Das Fehlen der Diphthongierung von ê und ô in den Daten von Stettin entspricht dem Mittelpommerschen, ansonsten besteht lautliche Nähe zum Zentral- oder Nordostpommerschen. Die Vokalentrundung ähnelt insbesondere dem Nordostpommerschen, kann aber auch durch das englischsprachige Umfeld bedingt sein. Man beachte, dass die Stadt Stettin, nach der Stettin, WI, benannt ist, dem mittelpommerschen, und die Stadt Naugard, nach der Naugart, WI, benannt ist, dem zentralpommerschen Gebiet angehörten.

## Sprachproben
Beispielsätze (wohl Marathon County, Wisconsin, da dort herausgegeben):
| Sommer iss een gaude Tied vom johr.                 | Sommer ist eine gute Jahreszeit.                     |
| Spoad im sommer goahe wi tum fair.                  | Spät im Sommer gehen wir auf den Markt.              |
| Bald fingt dat högen wedder an.                     | Bald fängt das Heumachen wieder an.                  |
| Vääl lüüd warre in Juni verfriegt.                  | Viele Leute werden im Juni getraut.                  |
| Miine hund het angst wenn dat buten dunnerd.        | Mein Hund hat Angst, wenn das draußen donnert.       |
| Frühe johr hevve wi noa kark sommer shoal hin gahn. | Früher sind wir zur Kirchensommerschule hingegangen. |
| Ik hass dat unkrut vom goade ut trecken.            | Ich hasse es, das Unkraut vom Garten auszureißen.    |
| Vääl scheune blomen finge nu an tum blömen.         | Viele schöne Blumen fangen jetzt an zu blühen.       |
| Dat fischen is an diise johr tied gaut.             | Das Fischen ist in dieser Jahreszeit gut.            |

Interview (18. Juni 1968) mit einer weiblichen Sprecherin, Hamburg, geb. 1903, Marathon County, WI:

„– Jeef dat hier an’n Anfang auch Indianer?
– Ja, aber weer ma wenich, sehr wenich. Mej Vatter secht, dat öfters Winters dann hadde wecke bi ehr im Busch ehr Wintercamp hatt. Un da hadd’er a Körf moakt va Elm, slippery Elm, un da hadd'er seine Körf upbrecht un hadde sich doa Äten veur [= vör] tuuscht, Brot odder wat weer tum Äten wäst. Awers da hadder öfters uck Hirschfleisch bräächt. Awer sehr väl Indians sin nich wäst hier, groad hier in dissen Town sind uck a poar wäst, awer ein Famielch is sogoar, ne, de Jung is denn inne Schaul jaa [= gahn], awer sogar der Schaulleerer, de hett Angst hatt vor dei un hatt alles daa [= doan] wat he no künn, damit dat se nich inne Schaul kommen schulle.“